# Ojika
Ojika (小値賀町?) è una cittadina giapponese della prefettura di Nagasaki.